# 逸蘭精品酒店
香港逸蘭銅鑼灣酒店（英語：Lanson Place Causeway Bay, Hong Kong），為香港的一間首屈一指的個人化服務酒店，位處於香港島銅鑼灣禮頓道133號，鄰近港鐵銅鑼灣站，由世界知名室內設計師Pierre-Yves Rochon 匠心設計，精心糅合獨特的現代風格及法式風情，呈現逸蘭清新高雅的格調。一個讓您放慢腳步，全身心放鬆的家。由永泰地產有限公司管理，希望為每一位入住的賓客打造一個富有歸屬感的個人空間。
香港逸蘭銅鑼灣酒店房間寬敞舒適，並充滿設計靈感的室內裝飾嵌入獨具特色。 室內設計靈感來自大自然，提供一個寧靜和放鬆的避風港。設計師旨在打造柔和、溫暖、現代且精緻的美學，以純粹但細膩的線條為特點。 實用的空間和傢俱設置適合短期或長期入住。 我們將藝術、文化、體驗及細緻服務相融合，超越您的期望。
逸蘭為香港永泰地產有限公司(香港聯交所股份代號：369) 的全資附屬公司，目前管理六個項目，為香港、上海、吉隆玻及新加坡提供高端酒店房間及服務式公寓。此外，集團將於2023-24年進駐馬尼拉及墨爾本，營運全新高端服務式公寓及酒店。
逸蘭的項目均位處核心城市的中心地帶，結合家庭式的殷切酒店服務和會所式的社群樂聚感，讓短期和長期住宿的賓客擁有煩囂中私密舒適的居所。集團將繼續不斷拓展，務求將逸蘭的管理信念、卓越的風格及服務標準，推廣至更多亞太區核心城市。

## 服務亮點
- 無縫辦理入住服務，提供針對不同客人的選項：預先辦理入住、快速辦理入住、在大廳進行坐式辦理入住以及客房內辦理入住。
- Sealy 床墊
- Nespresso咖啡機
- 設備齊全的小廚房 (只限精選房間)
- 免費無塑膠 Nordaq 水
- Dyson吹風機
- 豪華CODAGE浴室用品
- 530根數高品質床單(只限精選套房)

## 酒店設施
- 餐廳及酒吧
- 24 小時健身室
- 自助洗衣房
- 會議室

## 餐廳
- Salon Lanson

位於一樓的餐廳全日為您客人的第一印象是一個充滿寧靜、時尚和現代元素的地方，每一處角落裡的藝術氛圍都令人過目難忘， 尤其 Murano吊燈及蘋果藝術作品。 提供源源不絕的環球美饌，精心炮製半自助早餐、精緻鹹甜點、誘人的開胃小吃的，團隊堅持選用優質材料，配合其精湛廚藝，演繹多款精巧療愈菜式，搭配高級紅白酒、晚間雞尾酒，最適合私人聚會或輕鬆的小型會議，提供私密的空間。

## 獎項
- StyleAwards2007 —— 年度精品酒店
- 列入Small Luxury Hotels of the World

作為SMALL LUXURY HOTELS OF THE WORLD的成員，我們提供188間舒適寬敞且雅緻時尚的客房及尊貴套房，配備高級設施、優質床上及洗浴用品，其他設施包括創新的會議及特色活動場地，以及提供最新型號設備的健身中心，為具生活品味的商務及消閒旅客提供精緻非凡的住宿體驗。

## 圖集

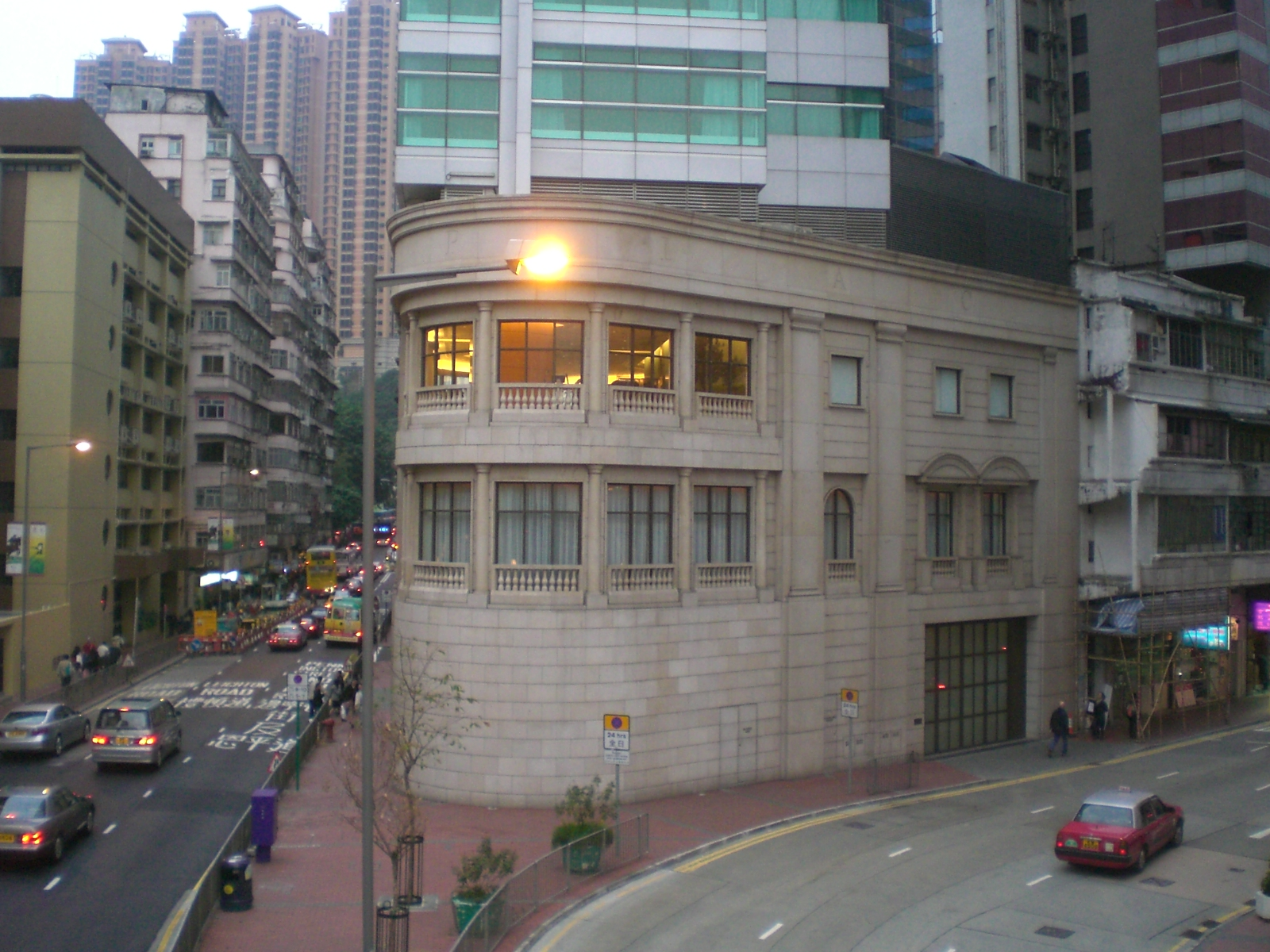
北面拍攝酒店底部
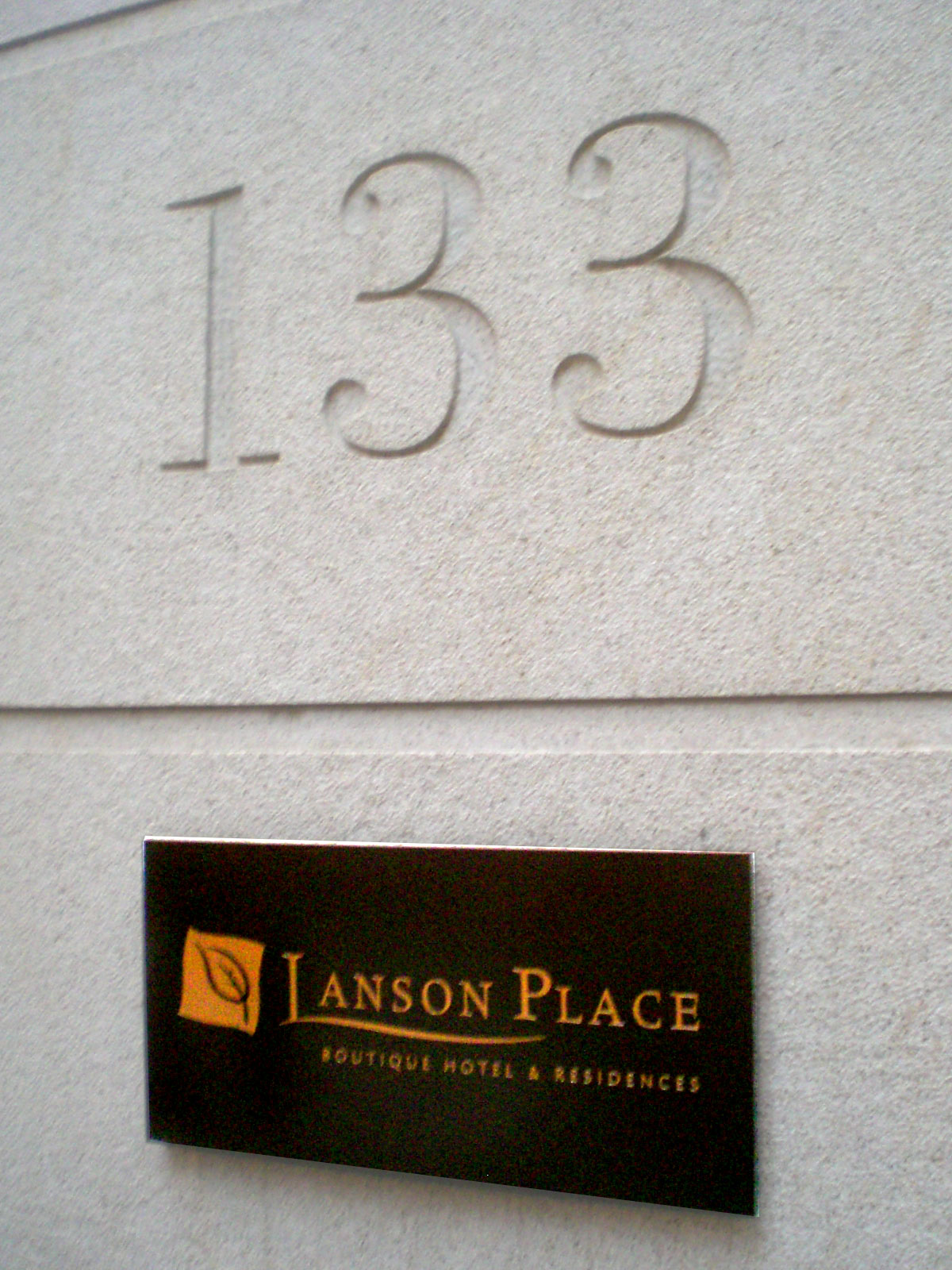
門牌

## 參看
- 香港酒店列表

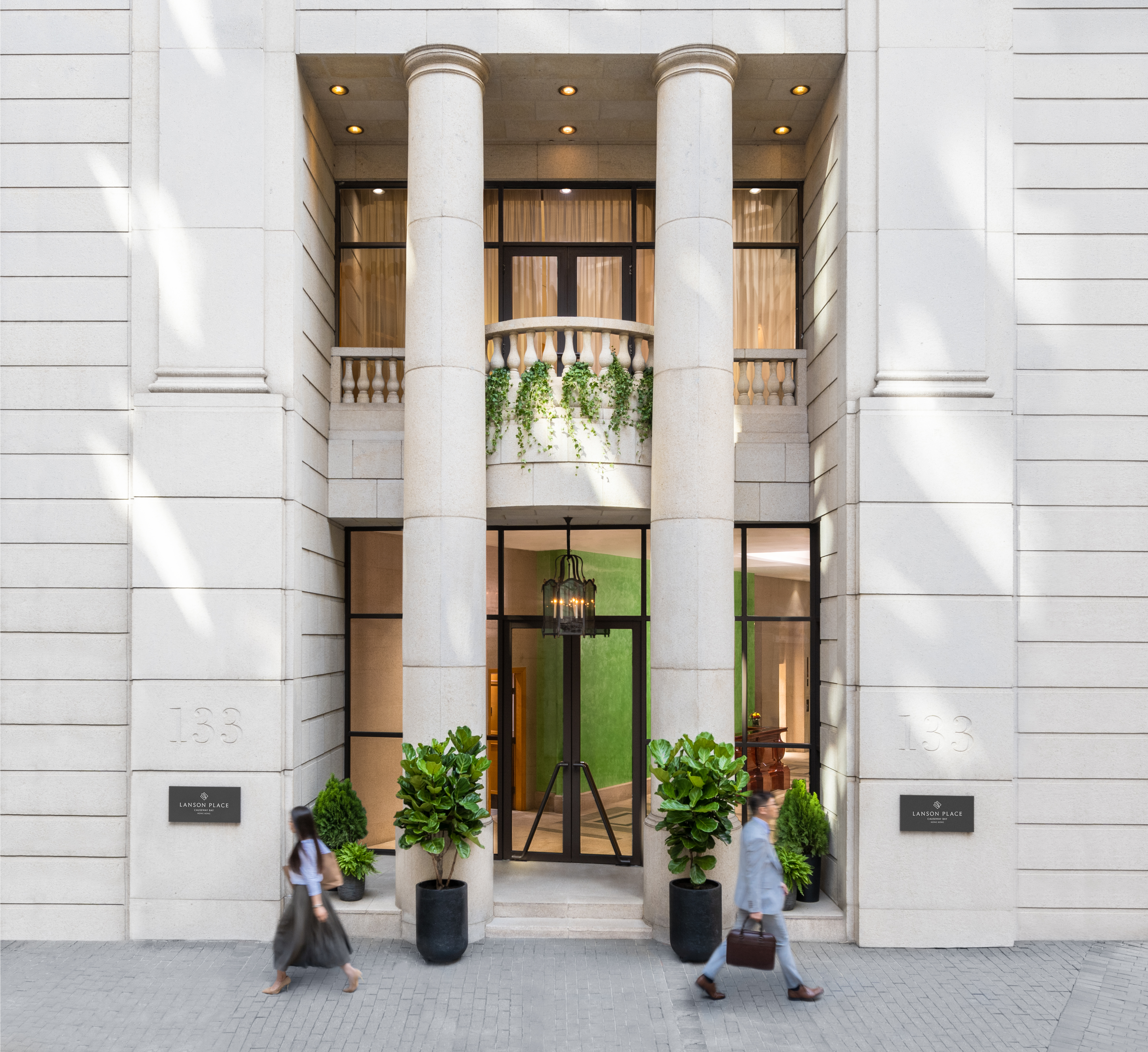

- Lanson Place

## 外部連結
- Lanson Place Hotel （页面存档备份，存于）